# Vinko Begović
Vinko Begović (Spalato, 2 ottobre 1948) è un allenatore di calcio ed ex calciatore croato, di ruolo difensore.

## Palmarès

### Allenatore
- Lega iraniana di seconda divisione: 1

Gol Gohar: 2018-2019